# Lista de filmes portugueses de 1932
Lista de filmes portugueses de longa-metragem lançados comercialmente em Portugal em 1932, nas salas de cinema.
Notas: Na secção coprodução, passando o cursor sobre a bandeira aparecerá o nome do país correspondente.
| # | Filme                | Realização         | Género | Estreia       | Coprodução |
| - | -------------------- | ------------------ | ------ | ------------- | ---------- |
| 1 | Amor de Mãe          | Carlos Ferreira    | Drama  | 29 de outubro | —          |
| 2 | Campinos do Ribatejo | António Luís Lopes | Drama  | 6 de agosto   | —          |